# ВЕС Пештера (Меджидія)
ВЕС Пештера (Меджидія)  (рум. Pestera-Medgidia) — вітрова електростанція в Румунії у повіті Констанца. 
Майданчик для станції обрали на сході країни у регіоні Добруджа, відомому своїми сильними вітрами. У 2009-му тут розпочали будівельні роботи, а наступного року ввели в експлуатацію 30 вітрових турбін данської компанії Vestas типу V90/3000 із одиничною потужністю 3 МВт та діаметром ротора 90 метрів.
Видача продукції відбувається по ЛЕП, що працює під напругою 110 кВ.
Витрати на проект становили біля 100 млн євро.
Можливо також відзначити, що власник проекту португальська компанія EDP наступного року відкрила поряд (за 10 кілометрів) ВЕС Чернаводе.